# Brettus celebensis
Brettus celebensis är en spindelart som först beskrevs av Anna Maria Sibylla Merian 1911.  Brettus celebensis ingår i släktet Brettus och familjen hoppspindlar. Inga underarter finns listade.